# علی‌اصغر قدردان
علی‌اصغر قدردان سیاست‌مدار ایرانی بود، که در  دوره بیست و سوم  به‌عنوان نماینده مشهد در مجلس شورای ملی حضور داشت.